# Hofstädter
Hofstädter ist eine Eigenmarke der österreichischen Lebensmittelhandelskette Rewe International, einer Tochter der deutschen Rewe Group, für Fleisch und Wurstwaren.
Die Marke ist als Wort- und Bildmarke auf den Österreicher Erhard Hofstädter seit Jänner 2011 angemeldet und zählt damit zu den jüngsten Eigenmarken von Rewe.
Erhältlich sind die Waren mit dieser Marke in den Billa- und Billa Plus Märkten.
Rewe begann mit der Marke Hofstädter im Jahr 2007 vorerst mit Wurstsorten und weitete 2009 auch auf Fleisch aus. Rewe setzt mit der Marke auf Regionalität. Dabei werden laut Eigenaussage nur Fleischwaren österreichischer Provenienz, das auch teilweise das AMA-Gütesiegel aufweist, verkauft.
In die Kritik des Fleischhauergewerbes kam Rewe 2010, da er mit der Werbung den Eindruck erweckte, Hofstädter sei ein tatsächlicher Fleischhauer oder ein Shop in shop-Unternehmen, wie es Schirnhofer führt, der Rewe beliefert. Nach einem gerichtlichen Ausgleich änderte Rewe die Werbung und wies klarer auf die Eigenmarke hin.
Die Rolle des „Hofstädter“ wird vom österreichischen Schauspieler, Sänger und Kabarettisten Gerhard Ernst verkörpert, der seit 2001 Ensemblemitglied der Wiener Volksoper ist.